# U.2 (dirigibile)
Il dirigibile U.2 era un dirigibile di tipo floscio costruito in Italia dalla Fabbrica Italiana Aerostati S.A. di Milano nella prima metà degli anni dieci del XX secolo per scopi civili.

## Storia del progetto
Dopo aver realizzato lo sperimentale dirigibile floscio U.1 il suo progettista, ingegnere Celestino Usuelli, nel 1911 decise di realizzare un nuovo esemplare, che fu designato U.2, che aveva caratteristiche generali simili al precedente. Per la sua realizzazione si rivolse a uno stabilimento delle Officine Miller Costruzioni Aeronautiche, di proprietà dell'ingegnere Franz Miller, sito a Lombardore.

## Tecnica
Si trattava di un dirigibile di tipo floscio, lungo 51 m, del diametro di 12,8 m, avente una cubatura di poco inferiore ai 4 000 cm³. L'interno era suddiviso in sei compartimenti, tre riempiti di gas e tre di aria. Il propulsore era uno SPA erogante la potenza di 80 CV, ed azionante due eliche. La velocità massima raggiungibile era pari a 50 km/h, e poteva sollevare un carico utile di 1 700 kg comprensivi di equipaggio e zavorra.

## Impiego operativo
L'aeronave U.2 andò in volo a Lombardore l'11 novembre 1911, raggiungendo subito Torino, da dove quattro giorni dopo proseguì per Milano. Giunto nel capoluogo lombardo il dirigibile compì alcune evoluzioni sopra la città, girando anche attorno alla guglia del Duomo, attirando l'attenzione della cittadinanza. Il sopraggiungere del maltempo, e le nebbie autunnali impedirono a Usuelli di compiere altri voli. Rigonfiato e provato nel gennaio 1912, il 1 febbraio con a bordo Usuelli come pilota e un meccanico compì un volo di 80 km raggiungendo Brescia. Qui compì alcuni voli locali, e il 25 marzo proseguì per Bosco Mantico (Verona) con l'intenzione di arrivare sino a Venezia. A bordo si trovavano Usuelli, lo sfericista e costruttore di dirigibili Nico Piccoli da Magrè, il signor Donner Flori e il signor Galimberti, entrambi di Brescia, e il signor Riva di Milano. Arrivato vicino all'arrivo a Bosco Mantico si verificò un guasto al timone che lasciò l'aeronave in balia del vento. Si tentò una discesa di emergenza e da Bosco Mantico, avvertiti della pericolosa situazione, arrivarono in automobile alcuni ufficiali e soldati per cercare di afferrare la fune pendente dal dirigibile. Arrivarono invece per primi alcuni contadini che afferrata la fune riuscirono ad ancorare l'aeronave ad un albero. Poco tempo dopo, probabilmente a causa di un colpo di vento, l'involucro subì una lunga lacerazione ventrale. La repentina fuoriuscita di gas portò il dirigibile a precipitare al suolo da circa 20 m, ma non si ebbero vittime, anche se Galimberti si fratturò la tibia, mentre gli altri ebbero piccole abrasioni alla gambe e leggere ferite. I danni al dirigibile furono irreparabili, e l'aeronave venne subito smantellata.

### Fonti
1. ↑  Pesce 1982, p. 133.
2. 1 2 3 4 5 6 7 8 9 10 11 12 13 14  Pesce 1982, p. 32.